# PHW-Gruppe
PHW-Gruppe est une entreprise allemande de production de volaille.